# Le Fil (salle de concert)
Pour les articles homonymes, voir Le Fil.
Le Fil est une salle de concert française située à Saint-Étienne en région Auvergne-Rhône-Alpes. Créé en 2007 et inauguré le 31 janvier 2009, Le fil est le fruit du travail du cabinet XXL, associé à de nombreux acteurs de tous horizons.

## Présentation
Implantée dans le quartier du Marais, Le Fil est conçu et réalisé par les architectes XXL Atelier et Philippe Delers & Associés, l'agence de scénographie dUCKS scéno et le cabinet d'études acoustiques Acouphen. Elle a été inaugurée le 31 janvier 2009 par un grand week-end festif.
Le nom du Fil donné à cet équipement est un hommage à l'industrie de la rubanerie qui était présent dans la ville. Dans l'architecture, les architectes de XXL Atelier et Philippe Delers & Associés ont aussi évoqué cet artisanat avec des fils qui habillent l'édifice d'une parure métallique. Ce lieu a été renommé par les occupant.e.s du lieu, en 2021, en Fil Social - Espace Ambroise Croizat.
Cet équipement culturel est composé de salles de concerts et d'enregistrements :
- un club de 250 places non-assises avec bar
- une grande salle de 400 à 1 200 places
- trois studios de répétition avec possibilité d'enregistrement.

Le Fil est labélisé scène de musiques actuelles par le Ministère de la Culture.